# Новогеоргіївка (Синельниківський район)
Новогео́ргіївка — село в Україні, у Синельниківському районі Дніпропетровської області. Входить до складу Великомихайлівської сільської громади.

## Географія
Село Новогеоргіївка знаходиться за 2,5 км від лівого берега річки Ворона, на відстані 2 км від сіл Новопетрівське, Запорізьке і Комишуваха (Волноваський район). По селу протікає пересихаючий струмок з загатою.

## Історія
- 1922 — дата заснування.
- До 2016 року орган місцевого самоврядування — Березівська сільська рада.
- 12 червня 2020 року, відповідно до розпорядження Кабінету Міністрів України № 709-р від «Про визначення адміністративних центрів та затвердження територій територіальних громад Дніпропетровської області», увійшло до складу Великомихайлівської сільської громади[1].
- 19 липня 2020 року, в результаті адміністративно-територіальної реформи та ліквідації Покровського району, село увійшло до складу новоутвореного Синельниківського району[2].

## Населення

### Мова
Розподіл населення за рідною мовою за даними перепису 2001 року:
| Мова       | Кількість | Відсоток |
| ---------- | --------- | -------- |
| українська | 33        | 97.06%   |
| білоруська | 1         | 2.94%    |
| Усього     | 34        | 100%     |